# 光速シスター
『光速シスター』（こうそくシスター）は、星里もちるによる日本の漫画作品。『ビッグコミックスペリオール』（小学館）において2008年第9号から不定期に掲載され、2011年12号を最後に中断していたが、2014年2号より再開され同年8号まで連載された。単行本全3巻。

## あらすじ
過去のドラマのロケ地巡礼を趣味にしている三谷は、旅先の廃駅舎で光球に遭遇したところで意識を失う。次の日、すべてを忘れた三谷を自宅のアパートで起こしてくれたのは「妹」の花苗（ハナ）であった。だが、三谷に妹はいなかったはずなのだ…。

## 登場人物

### 主人公
三谷（みたに）
本作品の主人公。主人公であるが名前は不明。ドラママニアで、趣味はロケ地巡礼。ドラマ専門の衛星放送チャンネルである「チャンネルTERA」に勤務するサラリーマン。
ロケ地である山奥の廃駅で謎の光球に遭遇、さらに飛行物体に攻撃を受けて意識不明となる。だが目が覚めると自宅で、実家から「妹」のハナが遊びに来ていた。
職場や更には出張にまで付いて来るハナに翻弄される。共に過ごすうち、妹に対する以上の感情（恋愛感情）を持ってしまい、困惑する。
廃駅での出来事は記憶から全く消されている。代わりによく光球に襲われる夢を見るが、朝になったら覚えていない。
三谷 花苗（みたに はな）
本作品のヒロインの1人。主人公の妹、であるらしい。名前は多く「ハナ」と片仮名表記される。
事故の日から泊まりに来ている。ガスの炎の点火方法を知らなかったり、ゴミ出しを知らなかったりと、常識を知らない。いつも三谷の後を付いて来ており、仕事が終わるまで会社の近くで待っていたり、出張にまで付いて来る有様である。
酒に弱く、ビールだけで熟睡してしまう。
その正体は異星人である。但し現時点で詳細は明かされていない。地球より遥かに優れた技術を持っている。
夜中には謎の機械を使って、三谷に何かをしている。その行為を怠ると三谷は死亡してしまう模様。
その機械は通信機能も持っており、指令して来る者がいる。指令者からは「この惑星の生命体に感情移入するな」と釘を刺されている。
見た目は1974年の幻のドラマ「愚兄賢妹テルとハナ」の登場人物、ハナに酷似している。行動パターンや特徴であるアゴの傷跡も同じである。

### 主人公の関係者
松木（まつき）
主人公の同僚。三谷と親しい。北川の思いに気付いている。ハナが本当の妹ではないのではないかと怪しんでいたが、超人的な行動を目撃してしまい、その疑念は深まるばかりである。
北川（きたがわ）
本作品のヒロインの1人。主人公の同僚の女性。主人公に思いを寄せる。心の中が表情や行動にすぐに出る「わかりやすい」性格。「妹」であるハナに対して嫉妬してしまっていたが、松木と共に超人的な行動を目撃してしまう。
山田（やまだ）
三谷らの上司で課長。イヤミな人物。北川にも説教したことがある。

## 書誌情報
- 星里もちる 『光速シスター』 小学館〈ビッグコミックス〉、全3巻
  1. 2009年10月30日発行、ISBN 978-4-09-182758-6
  2. 2010年10月5日発行、ISBN 978-4-09-183457-7
  3. 2014年5月5日発行、ISBN 978-4-09-186170-2